# Giants de Wrocław
Champion 2007 et 2011
Les Giants de Wrocław sont un club polonais de football américain  basé à Wrocław. Ce club fondé en 2005.
Les Giants joue en PLFA depuis 2006.

## Palmarès
- Champion de Pologne : 2007, 2011
- Vice-champion de Pologne : 2009, 2010